# Certeze
Certeze là một xã thuộc hạt Satu Mare, România. Dân số thời điểm năm 2002 là 5462 người.